# جنگ میلاگرو بنفیلد
جنگ میلاگرو بنفیلد (انگلیسی: The Milagro Beanfield War) فیلمی کمدی-درام به کارگردانی رابرت ردفورد محصول سال ۱۹۸۸ آمریکا است.